# 18 Tauri
18 Tauri è una stella situata nella costellazione del Toro. Appartiene all'ammasso aperto delle Pleiadi.
18 Tauri è una gigante blu di classe B con una magnitudine apparente di +5,66. Si trova all'incirca a 368 anni luce dalla Terra.
Anche 18 Tauri, come le altre stelle dell'ammasso delle Pleiadi, è circondata da nebulosità, sebbene meno luminosa rispetto a quella che circonda la zona centrale dell'ammasso. In seguito ad osservazioni nell'infrarosso, eseguite con il telescopio orbitante IRAS, alcuni studiosi hanno ipotizzato che la stella possa essere circondata da un disco di polveri.